# Chorlton-cum-Hardy
Chorlton-cum-Hardy eller Chorlton är ett stadsdistrikt  i Manchester i distriktet City of Manchester i södra delen av Greater Manchester cirka 6 km söder om centrala Manchester i riksdelen England, 260 km nordväst om huvudstaden London. Chorlton-cum-Hardy ligger 33 meter över havet och antalet invånare är 4 741. Chorlton cum Hardy var en civil parish 1866–1910 när blev den en del av South Manchester. Civil parish hade 9 026 invånare år 1901.
Terrängen runt Chorlton-cum-Hardy är platt. Runt Chorlton-cum-Hardy är det mycket tätbefolkat, med 1 135 invånare per kvadratkilometer. Närmaste större samhälle är Manchester, 5,4 km norr om Chorlton-cum-Hardy. Runt Chorlton-cum-Hardy är det i huvudsak tätbebyggt.